# Jacob Tuioti-Mariner
Jacob Siaosiselaginato Tuioti-Mariner (* 25. Juli 1996 in Corona, Kalifornien) ist ein ehemaliger US-amerikanischer American-Football-Spieler auf der Position des Outside Linebackers. Zuletzt stand er bei die Carolina Panthers in der National Football League (NFL) unter Vertrag. Von 2018 bis 2021 spielte Tuioti-Mariner für die Atlanta Falcons.

## Frühe Jahre
Tuioti-Mariner ging in Bellflower, Kalifornien, auf die Highschool. Später besuchte er die University of California, Los Angeles.

## NFL
Nachdem Tuioti-Mariner im NFL Draft 2018 nicht ausgewählt worden war, nahmen ihn die Atlanta Falcons am 3. Mai 2018 ins Team auf. Am 1. September 2018 wurde er noch vor der Saison aus dem Kader gestrichen, am nächsten Tag jedoch in den Practice Squad der Falcons aufgenommen. Auch den Anfang der Saison 2019 verbrachte er im Practice Squad der Falcons. Am 4. November 2019 wurde er in den Kader der Falcons berufen.
Am 12. Spieltag der Saison 2020, im Spiel gegen die Las Vegas Raiders, eroberte er zwei Fumbles, einen davon erzwang er bei einem Sack gegen Quarterback Derek Carr. Für seine Leistungen wurde er NFC Defensive Player of the Week.
Am 11. März 2021 verlängerte er seinen Vertrag bei den Falcons. Am 9. November 2021 wurde er von den Falcons entlassen.
Nach seiner Entlassung in Atlanta nahmen die Pittsburgh Steelers Tuioti-Mariner für ihren Practice Squad unter Vertrag.
Am 5. Januar 2022 nahmen ihn die Carolina Panthers in ihren 53-Mann-Kader auf. Am 11. August 2022 wurde Tuioti-Mariner auf die Injured Reserve List gesetzt. Kurz darauf einigte er sich mit den Panthers auf eine Auflösung seines Vertrags.

## Persönliches
Tuioti-Mariners Cousin A. J. Epenesa spielt ebenfalls American Football in der NFL. Aktuell ist er bei den Buffalo Bills unter Vertrag.